# 山菥蓂
山菥蓂（学名：Thlaspi thlaspidioides）为十字花科菥蓂属下的一个种。

## 扩展阅读
- 維基物種上的相關：山菥蓂